# Cittadella
Cittadella (en véneto Sitadeła) es una ciudad italiana de 20 000 habitantes de la región del Véneto. Se encuentra en la llanura entre el golfo de Venecia y los Alpes, en la provincia de Padua, a unos 15 kilómetros al suroeste del río Brenta. Tiene una espléndida muralla medieval que ha sido restaurada y hace 1461 m de circunferencia con un diámetro de unos 450 m y hay cuatro puertas que corresponden aproximadamente a los puntos de la brújula. 

## Historia

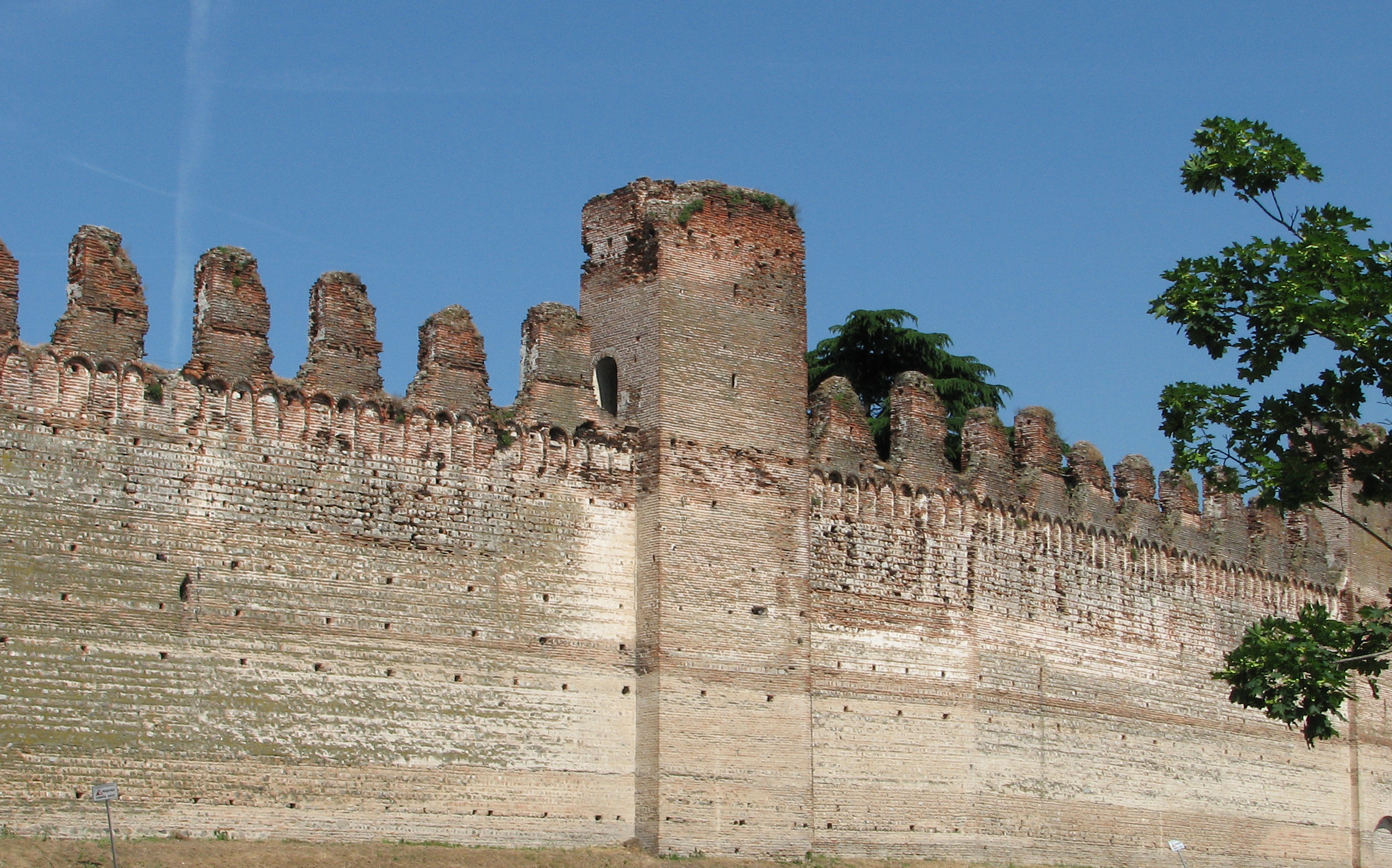
La Muralla de Cittadella.

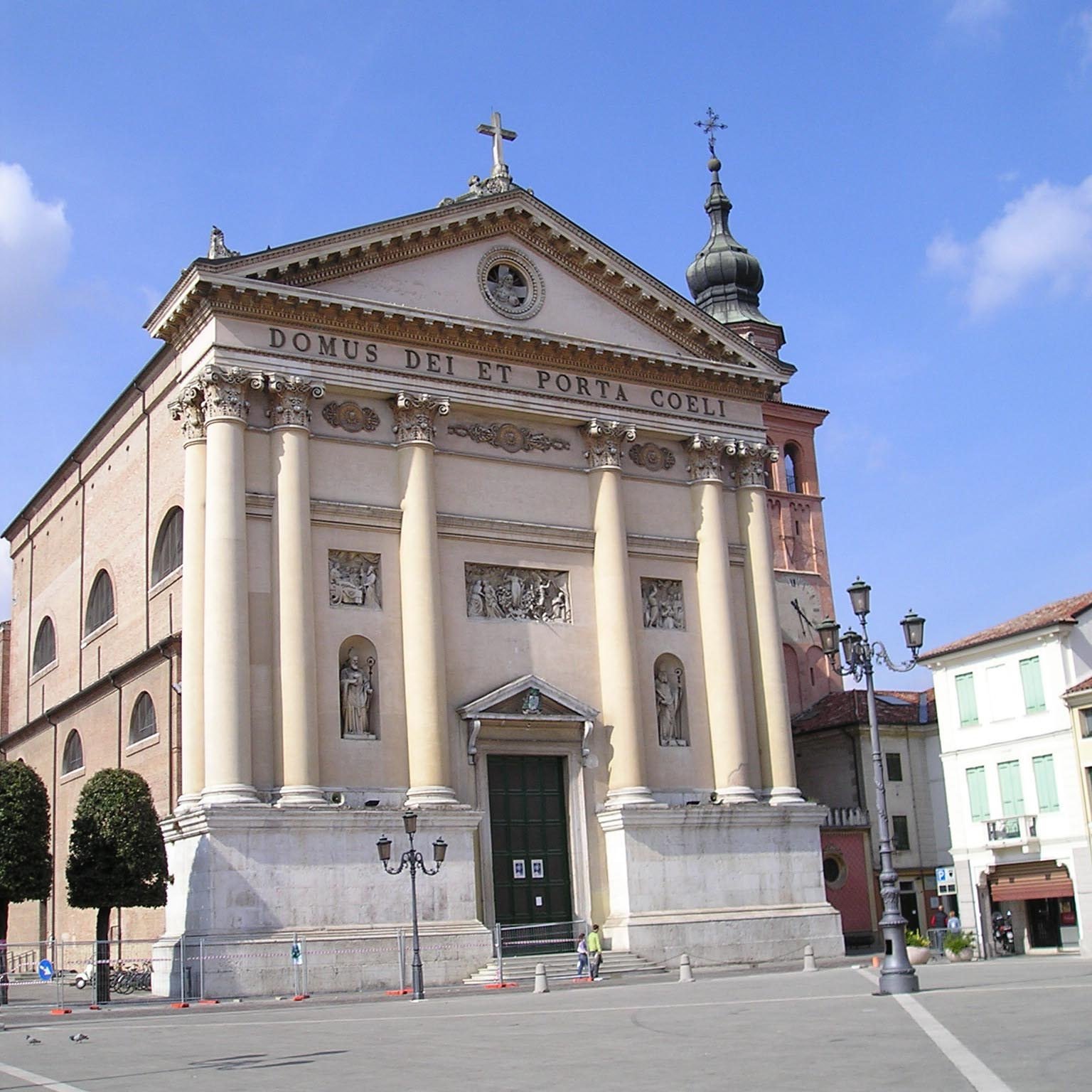
La Catedral de Cittadella.

Cittadella fue erigida en el año 1220, en el momento de las guerras entre los municipios, por orden de la ciudad de Padua para construir una base fortificada para defender su territorio. 
Fue construido en fases sucesivas con una forma poligonal en los ejes ortogonales a través de la construcción de 32 torres grandes y pequeñas, con la formación de un foso de protección y con cuatro puentes levadizos junto a las cuatro puertas de entrada. 
Sus paredes, de 14 a 16 metros de altura, fueron construidas con la "caja de mampostería": dos muros paralelos llenos de una base sólida de piedras calientes y cal apagada por un total de un grosor de aproximadamente de 2,10 metros. 
Hoy en día, las paredes están intactas a excepción de un tramo destruido en el siglo XVI durante la guerra de Cambrai, y el detalle de la construcción sigue siendo fácilmente visible. Tiene hasta siete diferentes técnicas de construcción, se caracteriza por la alteración de los cursos de ladrillo y las de piedras de río mezclada con el ladrillo pueden ser reconocidas. 
Rocca di Porta Bassano es una de las zonas con más encanto del complejo fortificado de la Ciudadela, ya que es una clara evidencia de los instrumentos de defensa de las puertas de entrada. 
La Casa del Capitano (Casa del Capitán) se encuentra dentro de la Rocca (fortaleza), y es objeto de trabajos de restauración importantes que ha llevado a la conclusión de frescos antiguos que datan de la época de la Carraresi, Malatesta, Sanseverino y familias Borromeo. Se dictará un recuento histórico de entrada y salida de los hechos ocurridos entre 1260 y 1600, casi la sustitución de los documentos escritos. 
Para dar una mejor defensa de la ciudad, las paredes originalmente se podía recurrir a diversos niveles a través de trincheras de comunicación, en parte de piedra, aunque muchos tramos eran de madera o se realizaron a lo largo de los terraplenes que corría al largo de toda la pared. 
Las reparaciones conservatorias de las almenas, la parte más altamente deteriorada por el desgaste del tiempo, la custodia y restauración de la zanja patrulla de comunicaciones que serpentea a lo largo de las paredes a una altura de 14 metros, además de la restauración, de varios puntos de ascenso con la construcción de las escaleras, la construcción de un ascensor y la escalera de vidrio dentro de la Torre de Puerta de Vicenza, las escaleras, la pasarela de madera y el techo de cristal de entrada a la Iglesia Torresino, además de la construcción de la conexión entre el casa del Capitán y la Torre de Porta Bassano permite a las antiguas rutas para disfrutar, lo que ofrece al visitante una relectura de las murallas y la ciudad desde los puntos preferenciales de vista nunca antes visto. 
Hoy en día la zanja patrulla de comunicaciones se ha restaurado el 75% de su longitud y se puede caminar a lo largo de 3/4. Todo el camino alrededor se puede caminar una vez que la restauración completa se complete. 
La restauración completa del sistema fortificado de la Ciudadela se completará en los próximos años con una restauración definitiva de las paredes de los sectores noreste y sureste y con la conclusión de las obras que se llevan a cabo en las puertas y torres.

## Evolución demográfica
| Gráfica de evolución demográfica de Cittadella entre 1861 y 2001 |
|                                                                  |
| Fuente ISTAT - elaboración gráfica de Wikipedia                  |

## Deportes
El club de fútbol local es Associazione Sportiva Cittadella, que se desempeña en la segunda división del fútbol de Italia, la Serie B. Su estadio es el llamado Piercesare Tombolato. 